# Josep Rodés Bley
Josep Rodes Bley (Lleida, 1895 – París, 1968) fou un comerciant i polític marxista català.

## Biografia
Fill d'una família d'artesans sabaters, quedà orfe de pare als tres anys. Als 22 anys es convertí en empresari d'un pròsper negoci de sabateria emplaçat a la capital del Segrià. La seva activitat política s'inicià a les files d'ERC, però al cap de poc temps –l'any 1928– esdevingué un dels fundadors del Partit Comunista Català. Després pertanyé al BOC i, posteriorment, al POUM.
A Lleida, després de la revolta dels militars, la classe obrera constituí el Consell Obrer Revolucionari i inicià la contraofensiva amb les armes a la mà. Rodes –que aleshores n'era el president–, juntament amb Josep Farré i Joaquim Vilà, es dirigiren a la seu de la Generalitat, d'on havien fugit les autoritats republicanes. Es trobaren amb les seccions dels guàrdies d'assalt. Després d'unes paraules de Rodes, els guàrdies victorejaren la República i es posaren al costat del poble. Rodes es feu càrrec immediatament de la Comissaria d'Ordre Públic.
Com a conseqüència d'unes execucions esdevingudes a la ciutat de Lleida a mans d'uns incontrolats, Rodés convocà la FAI per establir les bases d'actuació contra els favorable a la revolta militar, els quals havien de ser prèviament jutjats abans de prendre qualsevol mesura contra ells. Aquestes mesures foren preses amb la disconformitat dels anarquistes, però no els quedà més remei que acatar-les. A Barbastre, l'acció decidida d'un grup de soldats de la Joventut Comunista Ibèrica i de Josep Rodes, Comissari de Lleida, evità que la brigada del coronel Villalba s'incorporés a la revolta.
L'any 1937, com a conseqüència dels Fets de maig, fou perseguit a Lleida i marxà cap a Barcelona, on fou un dels membres de la direcció clandestina del POUM fins que un any després fou detingut i empresonat. El 1939 s'exilià a França i el 1941 fou detingut per la policia del mariscal Pétain. Al procés de Montalbà fou condemnat a quinze anys de treballs forçats i passà tres anys a la Maison d'Arrêt d'aquella ciutat i a la Maison Centrale d'Eysses, a Vilanuèva d'Òlt.
Després fou deportat als camps de concentració nazis de Dachau i Allach, d'on fou alliberat el 1945 per les tropes nord-americanes, passant de nou a França. Rodes s'instal·là a la capital francesa, on l'esperava la seva esposa. Allà no tardà a reprendre les seves activitats i ben aviat fou elegit membre del Consell de la Federació Espanyola d'Internats i Deportats Polítics i dirigí durant uns anys una organització d'ajuda a refugiats i víctimes del feixisme. A més a més, durant el període 1950-1967 fou membre del Comitè Executiu del POUM.
Morí l'agost de 1968 en un hospital de París.